# Hydroxycalciopyrochlor
Hydroxycalciopyrochlor ist ein sehr seltenes Mineral aus der Mineralklasse der Oxide und Hydroxide. Es kristallisiert im kubischen Kristallsystem mit der Zusammensetzung (Ca,Na,U,□)2(Nb,Ti)2O6(OH), ist also ein Calcium-Natrium-Niobat mit zusätzlichen Hydroxid-Ionen.
Hydroxycalciopyrochlor kommt an seiner Typlokalität in Form von idiomorphen Kristallen von maximal 1 mm Größe vor, die Oktaeder, Rhombendodekaeder, Tetrakishexaeder oder Kombinationen aus diesen Flächenformen bilden. In einem weiteren Vorkommen, dem Graphitbergwerk „Václav“ bei Bližná unweit České Budějovice, Tschechien, bildet das Mineral verrundete Körner bis zu 3 cm Durchmesser und idiomorphe Kristalle bis zu 2 mm Größe.
Die Typlokalität des Hydroxycalciopyrochlors ist die Lagerstätte „Maoniuping“ (Koordinaten der REE-Lagerstätte „Maoniuping“) im Kreis Mianning, Autonomer Bezirk Liangshan, Provinz Sichuan, Volksrepublik China. Hierbei handelt es sich um die weltweit zweitgrößte Lagerstätte für REE.

## Etymologie und Geschichte
Bereits im Jahre 1991 wurde von Yang & Yan ein Mineral aus der Lagerstätte „Maoniuping“ in Übereinstimmung mit der damals gültigen Klassifikation als Betafit beschrieben, während  das gleiche Mineral im Jahre 2003 von Zhang Ru-Bo und Kollegen als Calciobetafit bezeichnet wurde. Nach Einführung der Richtlinien zur neuen Pyrochlor-Obergruppe erwies sich dieses Mineral als neuer Vertreter dieser Obergruppe und wurde nach Ermittlung der entsprechenden Eigenschaften der International Mineralogical Association (IMA) vorgelegt, die es im Jahre 2011 unter der vorläufigen Bezeichnung „IMA 2011-026“ anerkannte. Die wissenschaftliche Erstbeschreibung dieses Minerals erfolgte im Jahre 2014 durch ein chinesisches Forscherteam mit Yang Guangming, Li Guowu, Xiong Ming, Pan Baoming und Yan Chenjie im chinesischen Wissenschaftsmagazin Acta Geologica Sinica.
Die Autoren benannten das neue Mineral in Übereinstimmung mit der Nomenklatur der Pyrochlor-Obergruppe aufgrund seiner chemischen Zusammensetzung mit einer durch Calcium dominierten A-Position, durch Niob dominierten B-Position sowie durch Hydroxygruppen dominierten Y-Position als Hydroxycalciopyrochlor (englisch Hydroxycalciopyrochlore).
Das Typmaterial für Hydroxycalciopyrochlor wird unter der Katalognummer M11800 (Holotyp) in der Sammlung des Chinesischen geologischen Museums in Peking, China, aufbewahrt.
Bereits in der Vergangenheit wurden Minerale aus verschiedenen Vorkommen, welche die chemische Zusammensetzung eines Hydroxycalciopyrochlors aufwiesen, in einer Reihe von Veröffentlichungen als Pyrochlor, Hydropyrochlor oder Betafit beschrieben. Pyrochlor selbst wurde von Nils Otto Tank (1800–1864) bei Stavern in der norwegischen Provinz Vestfold gefunden und 1826 durch Friedrich Wöhler beschrieben. Wöhler benannte das Mineral aufgrund eines Vorschlags von Jöns Jakob Berzelius nach den griechischen Wörtern πῦς [pyr] und χλωρός [chlorós] für „Feuer“ und „grün“ aufgrund seiner Eigenschaft, nach dem Schmelzen mit Phosphorsalz (Natrium-ammonium-hydrogenphosphat) vor dem Lötrohr zu einem grasgrünen Glas zu erstarren. Im Verlaufe der Jahrzehnte wurde der Terminus Pyrochlor oft unspezifisch und häufig ohne den Hintergrund einer chemischen Analyse verwendet. Das Mineral Pyrochlor wurde im Jahre 2010 diskreditiert.

## Klassifikation
Die aktuelle Klassifikation der International Mineralogical Association (IMA) zählt den Hydroxycalciopyrochlor zur Pyrochlor-Obergruppe mit der allgemeinen Formel A2–mB2X6–wY1–n, in der A, B, X und Y unterschiedliche Positionen in der Struktur der Minerale der Pyrochlor-Obergruppe mit A = Na, Ca, Sr, Pb2+, Sn2+, Sb3+, Y, U, □, oder H2O; B = Ta, Nb, Ti, Sb5+ oder W; X = O, OH oder F und Y = OH−, F, O, □, H2O oder sehr große (>> 1,0 Å) einwertige Kationen wie K, Cs oder Rb repräsentieren. Zur Pyrochlor-Obergruppe gehören neben Hydroxycalciopyrochlor noch Fluorcalciomikrolith, Fluornatromikrolith, Hydrokenomikrolith, Hydroxycalciomikrolith, Hydroxykenomikrolith, Kenoplumbomikrolith, Oxynatromikrolith, Oxystannomikrolith, Oxystibiomikrolith, Cesiokenopyrochlor, Fluorcalciopyrochlor, Fluornatropyrochlor, Hydrokenopyrochlor, Hydropyrochlor, Hydroxykenopyrochlor, Hydroxymanganopyrochlor, Hydroxynatropyrochlor, Oxycalciopyrochlor, Fluorcalcioroméit, Hydroxycalcioroméit, Hydroxyferroroméit, Oxycalcioroméit, Oxyplumboroméit, Hydrokenoelsmoreit, Hydroxykenoelsmoreit, Fluornatrocoulsellit und Hydrokenoralstonit. Hydroxycalciopyrochlor bildet zusammen mit Cesiokenopyrochlor, Fluorcalciopyrochlor, Fluornatropyrochlor, Hydrokenopyrochlor, Hydropyrochlor, Hydroxykenopyrochlor, Hydroxymanganopyrochlor, Hydroxynatropyrochlor und Oxycalciopyrochlor innerhalb der Pyrochlor-Obergruppe die Pyrochlorgruppe.
Die mittlerweile veraltete, aber teilweise noch gebräuchliche 8. Auflage der Mineralsystematik nach Strunz führt den Hydroxycalciopyrochlor noch nicht auf. Er würde zur Mineralklasse der „Oxide und Hydroxide“ und dort zur allgemeinen Abteilung der „Oxide mit Verhältnis Metall : Sauerstoff = 2 : 3 (M2O3 und verwandte Verbindungen)“ gehören, wo er zusammen mit Bariopyrochlor (diskreditiert 2010, möglicherweise „Zero-valent-dominanter Pyrochlor“), Bismutopyrochlor (diskreditiert 2010, möglicherweise „Oxynatropyrochlor“), Calciobetafit (diskreditiert 2010), Ceriopyrochlor-(Ce) (diskreditiert 2010, möglicherweise „Fluorkenopyrochlor“), Kalipyrochlor (2010 zu Hydropyrochlor redefiniert), Plumbopyrochlor (diskreditiert 2010, möglicherweise „Oxyplumbopyrochlor“ oder „Kenoplumbopyrochlor“), Pyrochlor (diskreditiert 2010, seitdem Gruppen- und Obergruppen-Name; hierzu gehören die möglicherweise neuen Spezies „Oxynatropyrochlor“, „Hydroxycalciopyrochlor“, „Fluorcalciopyrochlor“ und „Fluorkenopyrochlor“), Uranpyrochlor (diskreditiert 2010, möglicherweise „Oxynatropyrochlor“), Strontiopyrochlor (diskreditiert 2010, möglicherweise „Fluorstrontiopyrochlor“ oder „Fluorkenopyrochlor“) und Yttropyrochlor-(Y) (diskreditiert 2010, möglicherweise „Oxyyttropyrochlor-(Y)“) die „Pyrochlor-Gruppe, Pyrochlor-Untergruppe“ mit der System-Nr. IV/C.17 gebildet hätte.
Die seit 2001 gültige und von der International Mineralogical Association (IMA) verwendete 9. Auflage der Strunz’schen Mineralsystematik ordnet den Hydroxycalciopyrochlor dagegen in die Abteilung der „Oxide mit dem Stoffmengenverhältnis Metall : Sauerstoff = 1 : 2 und vergleichbare“ ein. Diese Abteilung ist allerdings weiter unterteilt nach der relativen Größe der beteiligten Kationen und der Kristallstruktur, so dass das Mineral entsprechend seiner Zusammensetzung und seinem Aufbau in der Unterabteilung „Mit großen (± mittelgroßen) Kationen; Lagen kantenverknüpfter Oktaeder“ zu finden ist, wo es zusammen mit allen Vertretern der Pyrochlor-, Mikrolith-, Betafit-, Roméit- und Elsmoreitgruppen die Pyrochlor-Übergruppe mit der System-Nr. 4.DH.15 bildet. Hydroxycalciopyrochlor ist dabei zusammen mit Fluorcalciopyrochlor, Fluornatropyrochlor, Fluorkenopyrochlor, Fluorstrontiopyrochlor, Hydropyrochlor (ehemals Kalipyrochlor), Kenoplumbopyrochlor, Oxycalciopyrochlor (ehemals Stibiobetafit), Oxynatropyrochlor, Oxyplumbopyrochlor und Oxyyttropyrochlor-(Y) in der Pyrochlorgruppe zu finden.
Auch die vorwiegend im englischen Sprachraum gebräuchliche Systematik der Minerale nach Dana kennt den Hydroxycalciopyrochlor noch nicht. Er würde in die Klasse der „Oxide und Hydroxide“, dort allerdings in die Abteilung der „Mehrfachen Oxide mit Nb, Ta und Ti“ eingeordnet werden. Hier wäre er zusammen mit Pyrochlor, Kalipyrochlor, Bariopyrochlor, Yttropyrochlor-(Y), Ceriopyrochlor-(Ce), Plumbopyrochlor, Uranpyrochlor, Strontiopyrochlor und Bismutopyrochlor (alle seit 2010 diskreditiert, vgl. unter Systematik der Minerale nach Strunz, 8. Auflage) in der „Pyrochlor-Untergruppe; Nb>Ta;(Nb+Ta)>2(Ti)“ mit der System-Nr. 08.02.01 innerhalb der Unterabteilung der „Mehrfache Oxiden mit Nb, Ta und Ti mit der Formel A2(B2O6)(O,OH,F)“ zu finden.

## Chemismus
Zehn Mikrosondenanalysen an vier Einzelkörnern lieferten Mittelwerte von 4,25 % Na2O; 9,89 % CaO; 0,42 % FeO; 0,08 % MgO; 0,11 % PbO; 0,26 % ThO2; 25,87 % UO2; 2,02 % Ce2O3; 0,13 % Y2O3; 15,23 % TiO2; 0,15 % Al2O3; 36,36 % Nb2O5; 1,78 % Ta2O5; 0,36 % F; 2,15 % H2O und [(2F ≡ O) –0,16 %, Summe = 98,92 %]. Auf der Basis von zwei Kationen pro Formeleinheit auf der B-Position wurde daraus die empirische Formel (Ca0,73Na0,57U0,40Ce0,05Fe0,02Y0,01□0,22)Σ=2,00(Nb1,14Ti0,79Ta0,03Al0,01Mg0,01)Σ=2,00O6,02[(OH)1,01F0,09]Σ=1,10 berechnet, die zu (Ca,Na,U,□)2(Nb,Ti)2O6(OH) vereinfacht wurde.
Infolge der hohen Gehalte an Uran und Thorium ist der Hydroxycalciopyrochlor der Typlokalität metamikt.
Von allen Mineralen enthält lediglich Hydroxycalciopyrochlor die Elementkombination Ca – Nb – O – (OH). Darüber hinaus weisen Charleshatchettit, CaNb4O10(OH)2·8H2O, Hochelagait, (Ca,Na,Sr)(Nb,Ti,Si,Al)4O11·8H2O, und „UM1986-21-NbO:CaH“ (Mont Saint-Hilaire „MSH UK-56“, unbenannt), aber auch Fersmit, (Ca,Ce,Na)(Nb,Ta,Ti)2(O,OH,F)6, und Hydroxymanganopyrochlor, (Mn2+,Th,Na,Ca,REE)2(Nb,Ti)2O6(OH), chemisch ähnliche Zusammensetzungen auf. Auf den Kationenpositionen chemisch ebenfalls ähnlich, aber siliciumhaltig, sind Alluaivit, Andrianovit, Bobtraillit, Burovait-Ca, Calciomurmanit, Carbokentbrooksit, Eveslogit, Feklichevit, Ferrokentbrooksit, Georgbarsanovit, Golyshevit, Haineaultit, Janhaugit, Karupmøllerit-Ca, Kentbrooksit, Låvenit, Oneillit, Paratsepinit-Na, Raslakit, Siudait, Taseqit und Tienshanit.
Innerhalb der Pyrochlor-Obergruppe sind theoretisch durch die vier verschiedenen zu besetzenden Positionen eine Vielzahl von Substitutionsmöglichkeiten vorhanden. Hydroxycalciopyrochlor ist das OH-dominante Analogon zum F-dominierten Fluorcalciopyrochlor und das Ca-dominante Analogon zum Vakanz-dominierten Hydroxykenopyrochlor, zum Mn-dominanten Hydroxymanganopyrochlor und zum Na-dominiertem Hydroxynatropyrochlor.
Untergruppen-übergreifend ist Hydroxycalciopyrochlor das Nb-dominante Analogon zum Ta-dominierten Hydroxycalciomikrolith und zum Sb5+-dominierten Hydroxycalcioroméit.

## Kristallstruktur
Hydroxycalciopyrochlor kristallisiert im kubischen Kristallsystem in der Raumgruppe Fd3m (Raumgruppen-Nr. 227) mit dem Gitterparameter a = 10,381 Å sowie acht Formeleinheiten pro Elementarzelle.
Die Kristallstruktur des Hydroxycalciopyrochlors ist durch kantenverknüpfte (Nb,Ti)O6-Oktaeder charakterisiert, die Ketten in Richtung [110] bilden. Die Atome auf der A-Position (Calcium, Natrium, Uran und Vakanzen, □) sind achtfach koordiniert und sitzen in den Lücken innerhalb des Netzes aus BO6-Oktaedern. Die Struktur lässt sich auch als Verknüpfung von AO8-Hexaedern und BO6-Oktaedern über gemeinsame Kanten beschreiben, wobei die Atome auf der A-Position im Zentrum von würfelförmigen Polyedern sitzen, deren Ecken von Sauerstoff-Atomen und (OH)-Ionen gebildet werden.
Hydroxycalciopyrochlor ist isotyp (isostrukturell) zu allen anderen in der Raumgruppe Fd3m (Raumgruppen-Nr. 227) kristallisierenden Vertretern der Pyrochlor-Obergruppe.

## Eigenschaften

### Morphologie
Hydroxycalciopyrochlor tritt an seiner Typlokalität zumeist in Form von idiomorphen Kristallen von maximal 1 mm Größe auf, die Oktaeder, Rhombendodekaeder, Tetrakishexaeder wie {210} oder Kombinationen aus diesen Flächenformen bilden. Gelegentlich finden sich auch verzerrte, dicktafelige Kristalle mit dreieckigem Querschnitt. Im Graphitbergwerk „Václav“ bei Bližná unweit České Budějovice, Tschechien, bildet das Mineral verrundete Körner bis zu 3 cm Durchmesser und idiomorphe Kristalle bis zu 2 mm Größe.

### Physikalische und chemische Eigenschaften
Die Kristalle des Hydroxycalciopyrochlors sind an der Typlokalität bräunlichschwarz, grünlichschwarz oder schwarz, ihre Strichfarbe ist dagegen immer braun. Die Kristalle sind häufig von einem dünnen pulverigen gelben Belag überzogen. Im durchfallenden Licht im Dünnschliff ist das Mineral braun, im reflektierten Licht grau. Die Oberflächen des durchscheinenden Hydroxycalciopyrochlors zeigen einen diamantartigen, selten auch fettartigen Glanz, was gut mit dem sehr hohen Wert für die Lichtbrechung (n = 1,9) übereinstimmt. Hydroxycalciopyrochlor ist optisch isotrop.
Hydroxycalciopyrochlor weist keine Spaltbarkeit und auch keine Teilbarkeit auf. Aufgrund seiner Sprödigkeit bricht er aber ähnlich wie Quarz, wobei die Bruchflächen muschelig ausgebildet sind. Mit einer Mohshärte von 5,5 gehört das Mineral zu den mittelharten Mineralen und liegt damit zwischen den Referenzmineralen Apatit (Härte 5) bzw. Orthoklas (Härte 6), die sich noch mit einem Taschenmesser (Apatit) oder erst mit einer Stahlfeile (Orthoklas) ritzen lassen. Seine Vickershärte VHS wurde mit 572 kg/mm² bestimmt. Die gemessene Dichte für Hydroxycalciopyrochlor beträgt 5,10 g/cm³, die berechnete Dichte 4,99 bis 5,31 g/cm³.
Angaben zur Fluoreszenz im UV-Licht bzw. zur Kathodolumineszenz unter dem Elektronenstrahl für das Mineral fehlen.
Hydroxycalciopyrochlor ist unlöslich in Salzsäure, HCl, und Salpetersäure, HNO3, löst sich jedoch in Phosphorsäure, H3PO4, und dabei leichter in warmer als in kalter.

## Bildung und Fundorte
Die Typlokalität für Hydroxycalciopyrochlor ist die Lagerstätte „Maoniuping“ im Kreis Mianning, Autonomer Bezirk Liangshan, Provinz Sichuan, Volksrepublik China. In dieser ursprünglich als Molybdän-Bergwerk aufgefahrenen, weltweit zweitgrößten Lagerstätte von Metallen der seltenen Erden wurden 0,4 Millionen Tonnen Erz mit Gehalten von 2 % REE2O3 nachgewiesen. Die Lagerstätte besteht aus Bastnäsit-Baryt-Carbonat-Gängen, die mit Nordmarkiten vergesellschaftet sind und in einem Karbonatit-Syenit-Komplex sitzen. Dieser Komplex ist im Panzhihua-Xichang-Rift lokalisiert, einer Nord-Süd streichenden regionalen Pull-Apart-Grabenstruktur, die sich während des späten Paläozoikums bildete.
Hydroxycalciopyrochlor fand sich im REE-Erz des Alkalifeldspatgranits. Die Gesteinsmasse befindet sich in der Nördlichen Zone des Panzhihua-Xichang-Rifts und gehört zum östlichen Rand des Xichang-Lizhuang-Granitkörpers. Hydroxycalciopyrochlor wurde hier auch in einem Aegirin-Baryt-Calcit-REE-Erz beobachtet. Neben den genannten Begleitmineralen wird Hydroxycalciopyrochlor noch von Coelestin, Albit, Aegirin-Augit, Fluorit, Parisit-(Ce), Thorit, Thorianit, Zirkon, Galenit, Sphalerit, Magnetit und Pyrit begleitet.
Als sehr seltene Mineralbildung konnte der Hydroxycalciopyrochlor bisher (Stand 2018) erst von rund zehn Fundpunkten beschrieben werden.
Außer der Typlokalität sind die folgenden Fundorte bekannt:
- der ca. 1,6 km lange und 0,2 km mächtige Gesteinsgang „Mann 2“ (Ten Mile Lake), Alkaligesteinskomplex Seal Lake (Letitia Lake), Labrador, Neufundland und Labrador, Kanada
- das „Hogan Occurrence“, Lutterworth Township, Haliburton County, Ontario, Kanada
- die „MacDonald Mine“, Monteagle Township, Hastings County, Ontario, Kanada
- das Gatineau Territory Equivalent, Verwaltungsregion Outaouais, Québec, Kanada
- der 43 km nördlich von Baicheng im Kreis Bay, Regierungsbezirk Aksu, Uigurisches Autonomes Gebiet Xinjiang in Volksrepublik China liegende, spätvariszische Alkaligesteinspluton der „Boziguoer-Intrusion“
- das Graphitbergwerk „Václav“, Bližná  bei Černá v Pošumaví unweit Frymburk nad Vltavou, Südböhmische Region, Tschechien
- die Pegmatite von Narsaarsuk (früher Narssârssuk) auf dem Narsaarsuk-Plateau bei der Siedlung Igaliku, Distrikt Narsaq, Kommune Kujalleq, Grönland, Dänemark
- die 1,5 km nordöstlich von Mendig liegenden Bimssteinbrüche „In den Dellen“ (Grube „Zieglowski“) bei Niedermendig, Laacher-See-Komplex, Eifel, Rheinland-Pfalz, Deutschland
- der Berg Karavai in den Višnevye-Bergen (Višnevogorsk), Oblast Tscheljabinsk, südlicher Ural, Föderationskreis Ural, Russland
- der Nb-Ta-reiche Granitpegmatitgang im „Malá Vlčia Dolina“ im Bergbaubezirk von Dobšiná, Okres Rožňava, Košický kraj, Slowakei[18]

Fundstellen für Hydroxycalciopyrochlor in Österreich und der Schweiz sind damit unbekannt.

## Verwendung
Hydroxycalciopyrochlor wäre aufgrund seiner Nb2O5-Gehalte von 30,40–43,86 Gew.-% ein reiches Niob-Erz. Aufgrund seiner Seltenheit ist das Mineral allerdings ohne jede praktische Bedeutung.